# Amphitecna latifolia
Amphitecna latifolia là một loài thực vật có hoa trong họ Chùm ớt. Loài này được (Mill.) A.H.Gentry mô tả khoa học đầu tiên năm 1976.